# Chuva orográfica

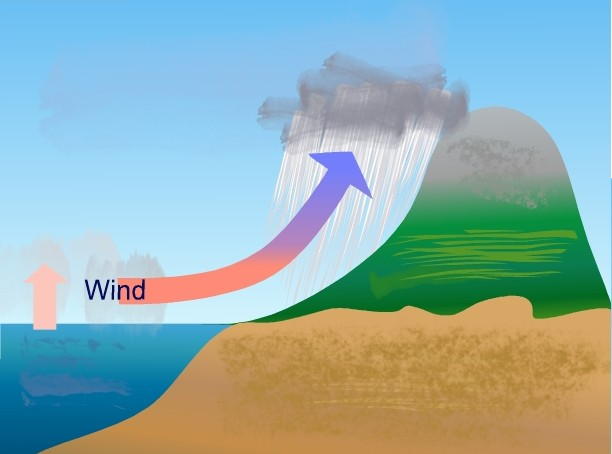
Mecanismo de formação da precipitação orográfica.

Chuva orográfica ou chuva de relevo é a chuva provocada pelas condições do relevo. Ocorre quando uma massa de ar carregada de umidade sobe ao encontrar uma elevação do relevo, como uma montanha. O ar mais quente (mais leve e, geralmente, mais úmido) é empurrado para cima. Com a queda de temperatura, o vapor se condensa, provocando chuva. As chuvas orográficas são de pequena a média intensidade e longa duração. Ocorrem a barlavento, ou seja, na vertente da montanha para onde o vento sopra. A face oposta, a sotavento, é mais seca, sendo chamada de região de sombra da chuva.
No Brasil, este fenômeno é comum em áreas de relevo montanhoso, como a Serra do Mar e a Serra da Mantiqueira.